# مجذاف المردي

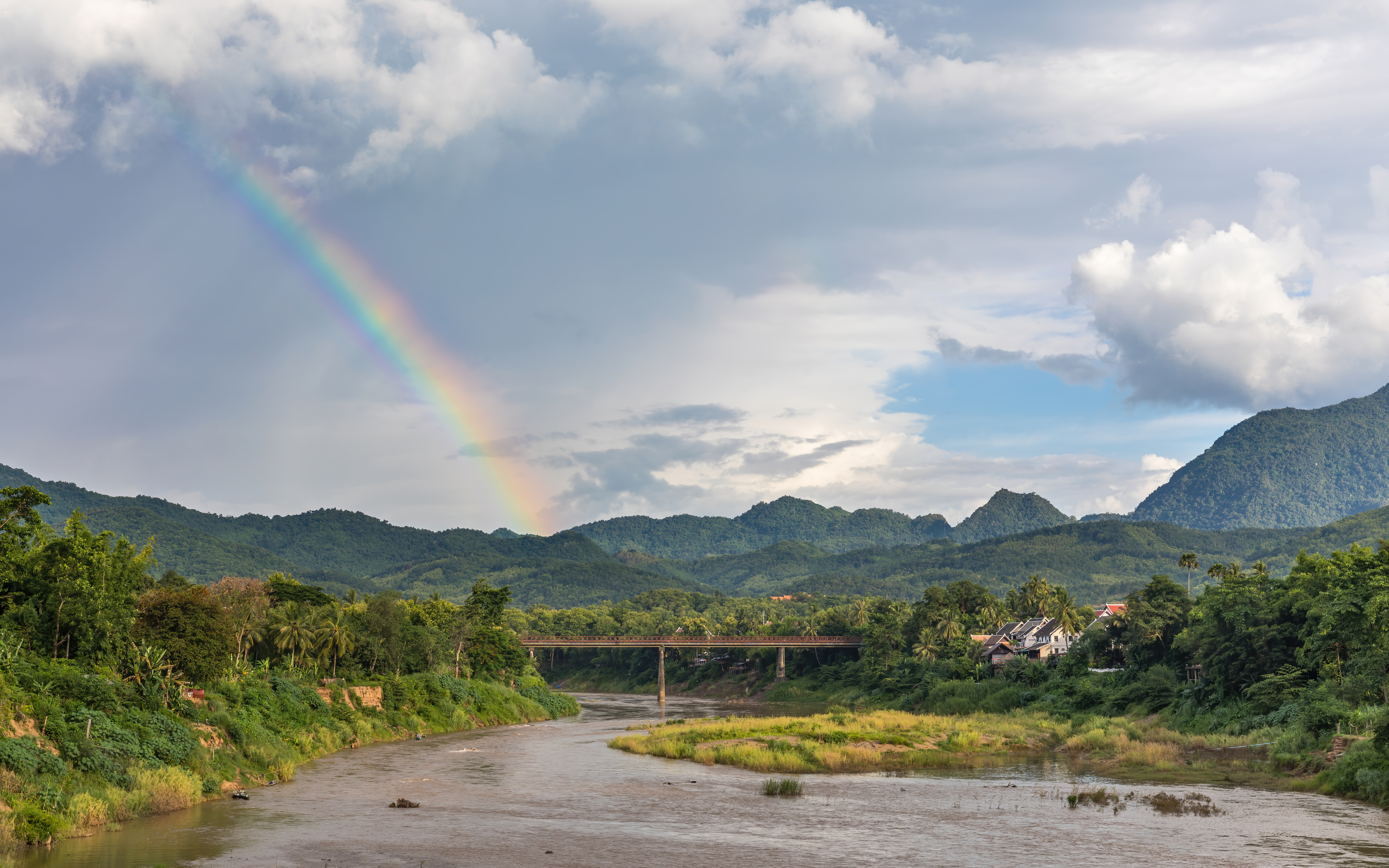

 المردي  وهو مجداف على شكل عصا طويلة تستخدم في تحريك  القوارب  الصغيرة عن طريق ركز طرفه السفلي في قاع الماء فيدفع الماء إلى الخلف لكي يتقدم القارب إلى الأمام، وقد ذكر في الملحمة التاريخية كلكامش  حين طلب أورشنابي  ملاح بحيرة  مياه الموت منه صناعة المئات من المردي  طول الواحد منها ستين ذراع ويستخدم المردي بشكل كبير في اهوار جنوب العراق حيث دونت الملحمة واغلب الجداول والانهار ذات المناسيب المياه  القليلة في العالم.